# Un Ratito
«Un Ratito» es una canción del DJ y productor brasileño Alok y del cantantes puertorriqueños Luis Fonsi y Lunay con la colaboración de Lenny Tavárez y Juliette. Fue lanzada a través de Universal Music el 14 de enero de 2022 como el primo sencillo de su próximo primero álbum de estudio de Alok.

## Presentaciones en vivo
Alok interpretó «Un Ratito» por primera vez en vigésima segunda temporada del Big Brother Brasil el 22 de enero de 2022.

## Historial de lanzamiento
| Región | Fecha               | Formato(s)                  | Discográfica    | Ref   |
| ------ | ------------------- | --------------------------- | --------------- | ----- |
| Varios | 14 de enero de 2022 | Descarga digital, streaming | Universal Music | [ 2 ] |